# Покољ Језида у априлу 2007.
Покољ Језида био је масакр који се догодио 22. априла 2007. године у Мосулу, на северу Ирака.

## Покољ
Око 14 часова, аутобус са радницима из текстилне фабрике Мосула на путу за Башику, округ ел Хамданија, био је заустављен од стране аутомобила који су припадали непознатим нападачима. Пошто су зауставили аутобус, нападачи су ушли и проверавали личне карте путника. Према информацијама ирачке полиције, након провере докумената, наоружани нападачи су наредили муслиманским и хришћанским путницима да напусте аутобус. Након тога, одвезли су аутобус у источни Мосул са преосталих 23 путника, свих Језида. Заробљеници су били принуђени да легну лицем ка тлу, испред зида, где су били стрељани.

## Реакције
Према информацијама из Њујорк тајмса, стотине Језида из Башике окупили су се на улици да протествују против покоља.